# Курир (новине)
Курир је српски дневни лист са седиштем у Београду. Први број листа изашао је 6. маја 2003. године. У власништву је предузећа Adria Media Group. Године 2020. основан је и телевизијски канал Курир

## Контроверзе
Лист често објављује сензационалистичке приче.
Курир је више пута улазио у конфликт са појединцима који туже таблоид због клевете, државним органима и новинарским удружењима.